# Пашовка
Пашовка — река в России, протекает главным образом в Добрянском районе Пермского края (исток и первый километр течения находятся в Усольском районе). Устье реки находится в 4,3 км по правому берегу реки Челва. Длина реки составляет 12 км. В верховьях до впадения Малой Пашовки также называется Большая Пашовка.
Исток реки находится в Усольском районе в лесном массиве в 13 км к юго-западу от посёлка Вогулка. Река течёт главным образом в южном направлении, все течение проходит по ненаселённому лесу. Вскоре после истока перетекает в Добрянский район. Приток — Малая Пашовка (правый). До создания Камского водохранилища впадала в Челву, в связи с чем считается её притоком, хотя ныне де-факто Пашовка впадает в Косьвинский залив Камского водохранилища, в который также впадают Челва и Косьва.

## Данные водного реестра
По данным государственного водного реестра России относится к Камскому бассейновому округу, водохозяйственный участок реки — Кама от города Березники до Камского гидроузла, без реки Косьва (от истока до Широковского гидроузла), Чусовая и Сылва, речной подбассейн реки — бассейны притоков Камы до впадения Белой. Речной бассейн реки — Кама.
По данным геоинформационной системы водохозяйственного районирования территории РФ, подготовленной Федеральным агентством водных ресурсов:
- Код водного объекта в государственном водном реестре — 10010100912111100009028
- Код по гидрологической изученности (ГИ) — 111100902
- Код бассейна — 10.01.01.009
- Номер тома по ГИ — 11
- Выпуск по ГИ — 1